# Jungle Heat
Jungle Heat (с англ. — «Жара джунглей») — стратегическая игра, созданная американской студией-разработчиком My.com, которая является дочерней компанией Mail.Ru Group. Сделана на основе игре Clash of Clans.

## Игровой процесс
Jungle Heat — это одновременная стратегия, сочетающая в себе жанры RTS и «Tower Defense», в которой нужно тщательно планировать и рассчитывать каждое действие, поскольку игроку придется не только оборонять свою базу от нападений других пользователей, но и атаковать их самому. Кроме прохождения одиночной кампании, можно участвовать в турнирах. Для того, чтобы занять в них достойное место, нужно активно сражаться с другими игроками. Но даже если воевать ни с кем не хочется, ни один пользователь не застрахован от атаки на своё поселение, если нет щита или защиты. В Jungle Heat любому придется участвовать в сражениях.

### Сюжет
В игре есть сюжетная линия, которая касается прохождения одиночной кампании, где нужно сражаться с военными, завоевывая и разрушая их крепости. В остальном игрок может действовать совершенно свободно. И это тоже одна из причин успеха игры. Можно быть миролюбивым строителем — основателем мощного поселения, или стать агрессором-завоевателем. Как и все сначала никто не защищен, но потом можно создать свою великую империю и стать известным.

### Кланы
Ещё одна возможность игры — создание своего клана или присоединение к уже существующему клану. Вступление в клан открывает новые горизонты для сражений — можно будет участвовать в увлекательных Клановых войнах между разнообразными кланами. Ещё участие в клане существенно увеличивает мощность собственной базы. Игрок в любой момент может запросить подкрепление войсками у своих друзей. Если в клане есть участники, играющие давно, они могут прислать более мощных воинов. Тех, в свою очередь, можно использовать как для нападения на другие базы, так и для защиты своей родной базы. Самая главная особенность этой игры заключается в долгом процессе модернизации базы и воинов, осложняющимся тем, что чем лучше элементы собственной базы, тем дороже их модернизировать, тем больше их количество, тем больше ущерб от нападения врагов и тем дороже стоимость восстановления. Также существует система клановых войн, в которых игроки каждого клана должны нападать на базы врага, а за успешные атаки игрок получает бонус.